# Dvorac Mailáth u Donjem Miholjcu
Dvorac Mailáth nalazi se u Donjem Miholjcu. Smatra se jednim od najočuvanijih dvoraca u Hrvatskoj.
Dvorac je građen od 1903. do 1906. za mađarsku obitelj Mailáth, uz raniji prizemni barokni dvorac Prandau s kojim čini jedinstvenu cjelinu. Arhitekt dvorca je István Möller. Uz dvorac je uređen perivoj.
Vlastelinstvo Donji Miholjac formirano je 1831. godine i bilo je u vlasništvu valpovačke obitelj Hilleprand von Prandau. Prandauova kći Stefanija udala se za mađarskog grofa Georga Mailátha te Donji Miholjac tako pripao grofovima Mailáth von Székhely.
Dvorac ima pravokutan tlocrt sa središnjim hodnikom uz koji se s obje strane nižu prostorije. U sredini je veliko predvorje. Cijeli se dvorac ističe bogatim ukrasima u neogotičkom stilu, s elementima stila Tudor. Sačuvani su bogati detalji: dekorativna stolarija, ograde stubišta, stropne i podne obloge, štukature i ugrađeni ormari, koji čine tek dio nekadašnje opreme u pedesetak prostorija. Dvorac bio uređen Mailáthovim trofejima iz Slavonije i putovanja po Africi i Aziji.
Danas je u dvorcu Prandau smještena geodetska i porezna uprava te se unutrašnjost ne može turistički posjetiti, a u prostorijama dvorca Mailáth nalaze se uredi Gradske uprave i katastra.

## Vanjske poveznice
|  | Zajednički poslužitelj ima još gradiva o temi Dvorac Mailáth |